# Chage
Chage（チャゲ、1958年1月6日 - ）は、日本の男性ミュージシャン、シンガーソングライター。本名：柴田 秀之（しばた しゅうじ）。CHAGE and ASKAやMULTI MAXのメンバーで、楽曲のボーカル・作詞・作曲を担当。第一経済大学中退。福岡県小倉市(現:北九州市小倉北区)出身。所属芸能事務所はLa・Fuente。所属レーベルはユニバーサル シグマ。公式ファンクラブは「equal」。
表記名はチャゲ（1979年 - 1989年）、CHAGE（1989年 - 2008年）、Chage（2009年 - ）と変わっている。

## 来歴

### 出生から高校時代まで
1958年1月6日、福岡県小倉市（現：北九州市小倉北区）に生まれる。
その後、1971年3月に両親の故郷である福岡市内へ転居。幼少期は小学時代は野球部、中学時代はサッカー部に所属していたスポーツ少年だったが、高校受験を目前にした時期に井上陽水の曲を聴いて衝撃を受け、音楽へ強い興味を持ち始める。
福岡第一高等学校時代には友人とアマチュアバンドを組んで活動しており、同高へ中途転入し別のバンドを組んでいた宮﨑重明 (ASKA) とは友人兼ライバルだった。なお、転入当時の宮﨑は“インターハイ剣道の北海道代表”として校内で知られており、隣の教室で歌の練習をしていた彼を初めて見たとき「竹刀持ってるだけじゃなかったの？」と驚いたという。

### ポプコン出場からデビューまで
実家は祖父の代から福岡市の西通りで天ぷら店を営んでおり、Chageも学校卒業後は父の跡を継ぐ予定となっていたため、第一経済大学（現：日本経済大学）入学後軽音楽部に所属し音楽にのめりこみ、果ては留年した際には「気が済んだか?もういいだろ」と父に言われ、板前の修業にいく算段がついていた。
しかし、まだ在学中の1978年、高校時代からの友人で既に出場経験のあった宮﨑（飛鳥涼）に誘われて『第15回ヤマハポピュラーソングコンテスト』（通称・ポプコン）福岡大会』へ飛鳥とは別にエントリーした。父に「ちょっとだけ待ってくれ。思い出作りをさせてほしい」と1週間の猶予をもらいポプコンに出場すると、結果はチャゲが「グランプリ」を受賞し九州大会出場権を獲得、飛鳥が「最優秀歌唱賞」となった。まだ地方大会で優勝しただけではあったが、すっかりその気になったChageは、その場で父に電話して「ごめん、店は継げんわ」と言ったという。
その時、ヤマハのディレクターから「2人で組んでエントリーしてみないか」と誘われて『九州大会』に出場し（エントリー名は“チャゲ”）、「優秀曲賞」を貰う。同年秋に開催された『第16回ポプコン』で初めて“チャゲ&飛鳥”としてエントリーして念願のつま恋（静岡県掛川市）で開催される『本選会』への出場権を獲得（この時のチャゲ&飛鳥は7人編成のバンドだった）。本選会で「入賞」を果たした。
1979年の『第17回ポプコン大会』も本選まで出場しグランプリ獲得を目指したが、結果はまたも「入賞」となってしまった。結果は残念であったが、ヤマハに一目置かれていた彼らにはデビューの話が進行していく。しかしそれは、ボーカルを務めたチャゲと飛鳥の2人組でデビューするという方針であった。何度か断るも悩んだ末に残された5人の了承も得て承諾した。そして『第18回ポプコン九州大会』にゲスト出演という形で7人最後の演奏を行った。

### 1979年（デビュー） - 2008年
1979年8月25日、チャゲ&飛鳥（CHAGE and ASKA）としてワーナー・パイオニア（現在のワーナーミュージック・ジャパン）からシングル「ひとり咲き」でデビュー。
1984年、石川優子とデュエットし、“石川優子とチャゲ”名義で発表した「ふたりの愛ランド」が夏のヒット曲となる。
1989年、村上啓介、淺井ひろみとともにバンド“MULTI MAX”を結成。1997年までにシングル7枚、アルバム7枚を発表した。同年10月から、TOKYO FM系列でラジオ番組『スーパーFMマガジン CHAGEのNORU SORU』が放送開始（1994年3月終了）。1994年には『スーパーFMマガジン CHAGEのNORU SORU』を引き継ぐ形で新番組『CHAGEのラジ王』が放送開始した（1995年2月28日終了）。
1998年4月、CHAGE初のレギュラーテレビ番組、フジテレビ『P-STOCK』放送開始（1998年9月25日終了）。新ラジオ番組『CHAGEのTreasure Box』も放送開始する（2000年12月25日終了）。また、デビュー19年目にして初めてソロ名義での音楽活動を行い、アジア向けにベスト・アルバム『恰克 CHAGE精選集』を発売して、上海体育館のコンサートで音楽活動を開始するという異例のスタートを飾った。その後、日本でベスト・アルバム『CHAGE BEST SONGS/PROLOGUE』を発売。日本武道館でコンサートを開く。9月、初のソロ・シングル「トウキョータワー」、10月に初のソロ・アルバム『2nd 』を発売。コンサートツアー『CHAGE CONCERT TOUR Feeling Place』も開催した。大晦日には、初のカウントダウン・ライブ『CHAGE 1998 FINAL COUNT DOWN』を渋谷公会堂で行った。
2003年7月、AIR-G'でラジオ番組『今夜はチャゲラッチョ』放送開始。大晦日に札幌ドームで開催するCHAGE and ASKAのカウントダウン・ライブを盛り上げるために当初は3ヶ月の期間限定放送とアナウンスされていたが、12月まで放送が延長された（2003年12月29日終了）。
2005年、『2005年 日本国際博覧会 「愛・地球博」』（愛知万博）で行われていた『SHORT SHORTS FILM FESTIVAL EXPO 2005』のメイン・フェスティバル招待作品として、自らプロデューサー・カメラマン・音楽を務めた短編映画『missing pages』を出展。その後、世界各国のショートフィルムフェスティバルに出品して数々の賞を受賞した。
2007年、4月からJFN系列で『DAY BREAK FRIDAY -CHAGEのDAYBREAK TIME- 』が放送開始（2010年3月26日終了）。2008年4月からは、松浦亜弥と共にWOWOW『コラボ☆ラボ〜夢の音楽工房』のレギュラー番組が放送開始（2009年3月24日終了）。また、10年ぶりとなるシングル「waltz」、アルバム『アイシテル』を発表。アルバムのディスクジャケットには23年ぶりにサングラスを外したCHAGEが写っている。11月からはコンサートツアー『CHAGE CONCERT TOUR 2008 アイシテル』を開催した。

### 2009年 -
2009年1月30日、お互いのソロ活動を充実させるためCHAGE and ASKAを無期限活動休止にすることを発表。ソロ活動が続行された。3月、コラボレーション・アルバム『Many Happy Returns』を発売。他のアーティストのカバーやセルフカバーを収録し、石川優子とは25年ぶりに「ふたりの愛ランド」をリテイクした。なお、この作品からアーティスト表記が“Chage”に変わっている。4月には、初の写真集『歌写（かしゃッ）!♪　写真で綴る幸せな音符』を発売。イベント『茶会』とツアー『Chageの細道』はこの年から始まった。
2010年、SHIBUYA ENTERTAINMENT THEATER PLEASURE PLEASUREにて『CHAGEの坂道 “渋茶会”』開催。4月からは、JFN系列で新ラジオ番組『Chageの音道』が放送開始。6月から『Chageの細道2010』を開催。10月にシングル「まわせ大きな地球儀」を発売。11月にはアルバム『&C』をASKAのセルフカバー・アルバム『君の知らない君の歌』と同時発売した。12月よりライブツアー『ChageLiveTour10-11 "まわせ大きな地球儀"』を開催。ツアーバンドに、敬愛するビートルズをもじって“チャゲトルズ”という名前をつけ、パワフルなステージを繰り広げた。
2011年5月、ル テアトル銀座 by PARCOにて『Chageの茶会2011 〜銀座なう！〜』を開催。また、ミスタードーナツ夏季限定商品のCMに仲里依紗と出演。CMソングにはこのCMのために新たに録音された、Chageと仲のデュエットによる「ふたりの愛ランド」の替え歌が使用された。9月からは『Chageの細道2011』を開催。会場でシングル「TOKYO MOON」を一般発売に先駆けて先行発売した。
2012年、“チャゲトルズ”復活となるライブ『ChageLiveTour2012』を開催。シングル「GO! GO! GO!」は、会場限定でCD販売した（5月に音楽配信した）。8月には横浜赤レンガ倉庫にて『Chageの茶会2012 〜座・藍燈横濱〜』を開催。脚本・構成に松井五郎を迎えて新たなステージを見せた。
2013年1月25日、活動休止中であったCHAGE and ASKAを再始動させることを一旦発表。3月、昨年の茶会の評判に応えて『Chageの茶会2013 〜座・藍燈横濱〜 Again』を大阪・名古屋・福岡・横浜で開催した。
しかし6月11日、体調不良を訴えたASKAが医師による診察で一過性脳虚血症の疑いがあり静養が必要と診断。そのため、当初8月に開催予定だったCHAGE and ASKAとしてのスペシャル・ライブの延期を公表するが、その後完全中止が決定される。
2014年、4月からファンミーティング・ツアー『Chage Fan Meeting Tour 2014 〜青いハンカチーフを・・・〜』を開催。会場とShop限定でシングルCD「永い一日」を販売した。
5月17日、一連の騒動で活動自粛中であったASKAが警視庁に覚せい剤取締法違反（所持）の容疑で逮捕された。これを受けて所属事務所（ロックダムアーティスツ）はコメントを発表。Chageも「今日までASKAの回復を待ってきましたが、このような事態になり大変残念です。突然の事でまだ頭の整理はつきませんが、今は現在開催中のファンクラブイベントに僕は全力を注いでいきます。ファンの皆さま、関係者の皆さまには、ご心配ご迷惑をお掛けした事を心からお詫び申し上げます」とコメントを寄せた。翌日にはChageが、広島でのファンクラブ・イベント公演後に報道陣の前に姿を現して謝罪した。ちなみに、ファンクラブ「TUG OF C&A」については8月31日付で休止、事実上の解散状態となった。
9月1日、公式ウェブサイト開設。ライブツアー『ChageLiveTour2014 〜equal〜』を開催。ツアーバンドには“1/6”（ワン・スラッシュ・シックス）と名づけた。12月に初のディナーショーを行う。
2022年7月6日、楽曲「そういうひと」のデジタル配信開始、MVを公開。

## 人物
- 実家は日本料理店で、父は元々Chageを板前にするつもりだった。兄が1人おり、兄もChageに似た甲高い歌声の持ち主で、昔からChageよりも歌が上手かったために、Chageがデビューすることになった時、親戚などから「秀之よりお兄ちゃんの方が歌が上手いのに、なんで秀之が歌手になるの?」と言われていた[22]。
- 小学生時代、当時高校生でビートルズの熱狂的なファンだった叔父から「お前はビートルズを聴くのだ！」とビートルズ観賞を強要されたこともあり、大のビートルズファンになる。その叔父はChageのデビューが決まると、「お守りとして持っておけ」と言って、The Beatles日本公演チケットの半券をChageに渡している。
- 兄が音楽に興味を持ち始めた頃に自身も再びビートルズに興味を持ち、音楽の道へ進む切っ掛けとなった[23]。
- ASKAとは高校時代に知り合うが、実は小学生の時に福岡の同じ少年野球チームに在籍していた時期があり、デビューしてからのインタビューでそのことが発覚する。当時はお互い住んでいる地域も異なり意識することはなかったが、この時すでに顔を合わせていたことになる[24]。
- ChageとASKAの両人が認識している高校時代の最初の出会いは、ある日の放課後Chageが教室でチューリップの曲をギターを弾いて歌っていたところ、ASKAが急に教室に入ってきて「それ、お前の作った曲か?」と聞いてきたので、Chageがとっさに「そうだよ」と嘘をついて返答したのが最初である。Chageによると、ASKAはその時Chageのことを「こいつ、天才だ」と思ったとのこと[4][25]。
- 今ではすっかりトレードマークとなっているサングラスをするようになったのは[26]、キャニオン・レコード（現：ポニーキャニオン）移籍後の1985年に発売されたベスト・アルバム『Standing Ovation』からである。1990年頃からオールバックに帽子（バンダナ）を着用。1996年末頃からは髭を蓄え始めた。近年はバンダナをつけることはなく、サングラスに帽子というスタイルが多くなっている。
- ライブのMCやテレビ出演の際の軽妙なトークとその朗らかなキャラクターから社交的なイメージを持たれる事が多いが、ASKAによると「初対面の人には人見知りをする性格」とのこと。ASKAは「Chageは自分が世間からどういうキャラクターを求められているのかをよく分かっている」と語っている[要出典]。
- アイルランドの歌手・エンヤの大ファンである。
- 2008年のコンサートツアー最終日に第1子となる男の子が誕生した[27]。

## 名前の由来
名前の由来の一説として、中学校時代にサッカーでヘディングのやり過ぎからボールの当たる部分だけ髪が薄くなり、最初は「ハゲ」と呼ばれていて、ハゲではかわいそうだから「チャゲ」と変わったことからと言われていた。また、学生時代の学園祭のパンフレットで、本名の後ろに「(HAGE)」と書かれていたが、後ろの「 ）」が消えて「(HAGE」になってしまい、前の「(」が「C」に見えて、「CHAGE」と呼ばれるようになったということを本人がテレビで話していた頃もある。
実際にCHAGEと名付けたのは高校時代に付き合っていた同い年の「タカ」という名前の女の子で、「絶対に『柴田』じゃまずいよ。私が名前考えてきてあげる」と言われ、次の日に名前を考えてきたので、「じゃあ、もし俺が歌手としてデビューすることになったらこの名前を使わせてもらうよ」と約束して今日までやってきたとのこと。著書にも同様のエピソードの記述があり、「本名（柴田秀之）からの連想で考えついたらしい」と語られている。

## 作品

### シングル
|                      | 発売日                                  | タイトル                        | 最高順位         | 収録アルバム       | 備考                                                         |
| 石川優子とチャゲ     | 石川優子とチャゲ                        | 石川優子とチャゲ                | 石川優子とチャゲ | 石川優子とチャゲ   | 石川優子とチャゲ                                             |
| -------------------- | --------------------------------------- | ------------------------------- | ---------------- | ------------------ | ------------------------------------------------------------ |
|                      | 1984年4月21日                           | ふたりの愛ランド／渚の誓い      | 2位              | Many Happy Returns | 石川優子とのデュエット作品                                   |
| オリジナル・シングル |                                         |                                 |                  |                    |                                                              |
| 1st                  | 1998年9月30日                           | トウキョータワー                | 18位             | 2nd                | ソロデビューシングル                                         |
| 2nd                  | 2008年9月10日                           | waltz                           | 20位             | アイシテル         |                                                              |
| 3rd                  | 2010年10月6日                           | まわせ大きな地球儀              | 23位             | &C                 |                                                              |
| 4th                  | 2011年9月2日 （コンサート会場限定販売） | TOKYO MOON                      | 78位             | 音道               | カップリングには『遠くへ行きたい』のカバーが収録されている。 |
| 4th                  | 2011年11月2日 （一般発売）              | TOKYO MOON                      | 78位             | 音道               | カップリングには『遠くへ行きたい』のカバーが収録されている。 |
| 5th                  | 2012年4月21日                           | GO! GO! GO!                     | 対象外           | 音道               | コンサート会場限定発売                                       |
| 6th                  | 2014年4月10日                           | 永い一日                        | 対象外           | 音道               | コンサート会場およびオンラインショップ限定販売               |
| 7th                  | 2017年5月3日                            | たった一度の人生ならば          | 25位             | 音道               |                                                              |
| 8th                  | 2021年11月24日                          | Chage's Christmas〜チャゲクリ〜 | 33位             | アルバム未収録     |                                                              |

#### 配信限定シングル
オリジナル
| 発売日        | タイトル                                                                                             | 収録アルバム       |
| ------------- | --- | ------------------ |
| 2014年9月5日  | Chage Fan Meeting Tour 2014 〜青いハンカチーフを・・・〜（「アイシテル」・「永い一日」のライブ音源） | アルバム未収録     |
| 2014年11月5日 | equal (ChageLiveTour2014 〜equal〜)                                                                  | hurray!            |
| 2015年7月15日 | 天使がくれたハンマー                                                                                 | hurray!            |
| 2016年6月22日 | もうひとつのLOVE SONG/NとLの野球帽                                                                   | Another Love Song  |
| 2018年5月16日 | 終章（エピローグ）(MEMORIAL VERSION)／Viva! Happy Birthday!                                          | 音道               |
| 2020年10月7日 | 君に逢いたいだけ                                                                                     | Boot up!           |
| 2022年7月6日  | そういうひと                                                                                         | YOU'RE THE ONE     |
| 2022年9月7日  | POP                                                                                                  | YOU'RE THE ONE     |
| 2023年7月30日 | 幸せな不条理                                                                                         | 青い空だけじゃない |
| 2023年8月15日 | 青い空だけじゃない                                                                                   | 青い空だけじゃない |
| 2024年7月31日 | 飾りのない歌                                                                                         | 飾りのない歌       |
| 2025年7月16日 | 飾りのない歌 -Acoustic Ver.-                                                                         | Instinto           |

カバーシングル
| 追加日         | タイトル                    | 原曲                                  |
| -------------- | --------------------------- | ------------------------------------- |
| 2020年3月6日   | サボテンの花                | チューリップ（1975年2月5日）          |
| 2020年4月3日   | 今日までそして明日から      | 吉田拓郎（1971年7月21日）             |
| 2020年5月1日   | ファイト!                   | 中島みゆき（1983年3月5日）            |
| 2020年6月5日   | ルージュの伝言              | 荒井由実（1975年2月20日）             |
| 2020年7月3日   | 夢で逢えたら                | 吉田美奈子（1976年3月25日）           |
| 2020年8月7日   | 真夏の果実                  | サザンオールスターズ（1990年7月25日） |
| 2020年9月4日   | 新しいラプソディー          | 井上陽水（1986年5月21日）             |
| 2020年10月2日  | 勝手にしやがれ              | 沢田研二（1977年5月21日）             |
| 2020年11月6日  | 酒と泪と男と女              | 河島英五（1976年6月25日）             |
| 2020年12月4日  | クリスマス・イブ            | 山下達郎（1983年12月14日）            |
| 2021年1月15日  | 君に逢いたいだけ            | Chage（2020年10月7日）                |
| 2021年3月12日  | なごり雪                    | かぐや姫（1974年3月12日）             |
| 2021年4月12日  | 赤いスイートピー            | 松田聖子（1982年1月21日）             |
| 2021年5月20日  | 元気を出して                | 竹内まりや（1988年11月28日）          |
| 2021年7月8日   | 君は風                      | 佐々木幸男（1977年6月5日）            |
| 2021年8月13日  | 君は天然色                  | 大瀧詠一（1981年3月21日）             |
| 2021年10月18日 | 秋桜                        | 山口百恵（1977年10月1日）             |
| 2021年11月12日 | 時の流れに身をまかせ        | テレサ・テン（1986年2月21日）         |
| 2022年2月11日  | ワインレッドの心            | 安全地帯（1983年11月25日）            |
| 2022年4月15日  | 異邦人                      | 久保田早紀（1979年10月1日）           |
| 2022年9月2日   | バンザイ ～好きでよかった～ | ウルフルズ（1996年2月7日）            |
| 2022年10月21日 | 街の灯り                    | 堺正章（1973年6月25日）               |
| 2022年12月16日 | 接吻                        | ORIGINAL LOVE（1993年11月10日）       |
| 2023年8月29日  | ラヴ・イズ・オーヴァー      | 欧陽菲菲（1979年7月1日）              |
| 2023年12月14日 | 月のあかり                  | 桑名正博（1979年7月21日）             |
| 2024年12月10日 | 悪女                        | 中島みゆき（1981年10月21日）          |

### アルバム

#### オリジナル・アルバム
|     | 発売日         | タイトル     | 最高順位 |
| --- | -------------- | ------------ | -------- |
| 1st | 1998年10月21日 | 2nd          | 15位     |
| 2nd | 2008年10月8日  | アイシテル   | 12位     |
| 3rd | 2010年11月3日  | &C           | 20位     |
| 4th | 2024年8月28日  | 飾りのない歌 | 35位     |

#### ミニ・アルバム
|     | 発売日        | タイトル           | 最高順位 |
| --- | ------------- | ------------------ | -------- |
| 1st | 2015年9月16日 | hurray!            | 15位     |
| 2nd | 2016年8月10日 | Another Love Song  | 13位     |
| 3rd | 2019年8月7日  | feedback           | 19位     |
| 4th | 2020年12月9日 | Boot up!           | 37位     |
| 5th | 2022年11月2日 | YOU'RE THE ONE     | 30位     |
| 6th | 2023年8月31日 | 青い空だけじゃない | 34位     |
| 7th | 2024年10月8日 | Instinto           |          |

#### ベスト・アルバム
|     | 発売日        | タイトル                  | 最高順位 |
| --- | ------------- | ------------------------- | -------- |
| 1st | 1998年3月     | 恰克 CHAGE精選集          |          |
| 2nd | 1998年6月10日 | CHAGE BEST SONGS/PROLOGUE | 6位      |
| 3rd | 2018年5月16日 | 音道                      | 33位     |

#### 企画アルバム
| 発売日         | タイトル           | 最高順位 |
| -------------- | ------------------ | -------- |
| 1999年12月16日 | Treasure Box Vol.1 | 95位     |
| 2009年3月25日  | Many Happy Returns | 22位     |

配信限定アルバム
|      | 発売日         | タイトル                                                    |
| ---- | -------------- | ----------------------------------------------------------- |
| 1st  | 2011年12月16日 | ChageLiveTour10-11 "まわせ大きな地球儀"                     |
| 2nd  | 2013年2月18日  | Chageの茶会2012 〜座・藍燈横濱〜                            |
| 3rd  | 2015年1月14日  | ChageLiveTour2014 〜equal〜                                 |
| 4th  | 2018年4月16日  | Feeling Place                                               |
| 5th  | 2018年4月16日  | CHAGE CONCERT TOUR 2008 アイシテル                          |
| 6th  | 2018年11月11日 | CHAGE 大いに唄う in 武道館 20th Anniversary Edition         |
| 7th  | 2018年11月28日 | Chage Live Tour 2018 ◆ CRIMSON ◆                            |
| 8th  | 2019年10月1日  | Chage Live Tour 2019 feedback                               |
| 9th  | 2020年2月14日  | Chage New Year & Birthday Party 2020 @ Billboard Live OSAKA |
| 10th | 2021年2月22日  | Chage Christmas Part 2020                                   |
| 11th | 2022年3月11日  | Chage 2021 Winter Event                                     |
| 12th | 2025年4月9日   | Chage Live Tour 2024 〜ちゃげっていうひと〜                 |

#### ライブアルバム
| 発売日         | タイトル                                       | 最高順位 |
| -------------- | ---------------------------------------------- | -------- |
| 2016年12月14日 | Chage Live Tour 2016 〜もうひとつのLOVE SONG〜 | 68位     |

### 映像作品
| 発売日         | タイトル                                      | 形態    | 規格品番    |
| -------------- | --------------------------------------------- | ------- | ----------- |
| 1998年11月11日 | CHAGE "大いに唄う" in 武道館                  | VHS     | TOVF-1292   |
| 2001年1月1日   | Feeling Place                                 | DVD     | YCBR-00005  |
| 2005年12月7日  | missing pages                                 | DVD     | CGSIR902102 |
| 2009年5月20日  | CHAGE CONCERT TOUR 2008 アイシテル            | DVD     | POBD-22005  |
| 2012年5月23日  | CHAGE CONCERT TOUR 2008 アイシテル            | Blu-ray | POXS-22017  |
| 2010年3月18日  | Chageドキュメント2009 〜日々即是空〜          | DVD     | CGDVD902101 |
| 2012年5月23日  | Chageドキュメント2009 〜日々即是空〜          | Blu-ray | POXS-22019  |
| 2011年12月7日  | ChageLiveTour10-11 "まわせ大きな地球儀"       | DVD     | POBD-22042  |
| 2011年12月7日  | ChageLiveTour10-11 "まわせ大きな地球儀"       | Blu-ray | POXS-22005  |
| 2015年1月14日  | ChageLiveTour2014 〜equal〜                   | DVD     | POBD-22080  |
| 2015年1月14日  | ChageLiveTour2014 〜equal〜                   | Blu-ray | POXS-22024  |
| 2016年1月27日  | Chage Live Tour 2015 〜天使がくれたハンマー〜 | DVD     | UPBY-5039   |
| 2016年1月27日  | Chage Live Tour 2015 〜天使がくれたハンマー〜 | Blu-ray | UPXY-6039   |
| 2018年11月28日 | Chage Live Tour 2018 ◆ CRIMSON ◆              | DVD     | UPBY-5073   |
| 2018年11月28日 | Chage Live Tour 2018 ◆ CRIMSON ◆              | Blu-ray | UPXY-6073   |
| 2024年7月31日  | Chage Live Tour 2023 WINDY ROAD               | Blu-ray | POXS-25003  |
| 2025年5月14日  | Chage Live Tour 2024 〜ちゃげっていうひと〜   | Blu-ray | POXS-25011  |

### 書籍・写真集
- 『月が言い訳をしてる』幻冬舎、1994年11月4日。ISBN 4-87728-030-8。
- 『月が言い訳をしてる 文庫版』幻冬舎、1997年4月1日。ISBN 4-87728-426-5。
- 『歌写（かしゃッ）!♪ 写真で綴る幸せな音符』KKベストセラーズ、2009年4月10日。ISBN 978-4-584-13156-5。

### ファンクラブ限定
- 『CHAGE IN U.S.A. Well,Well,Well THE VIDEO of CHAGE&ASKA TUG of C&A Vol.5』（VHS、1994年）
- 『Hopper meets Chage』（VHS、1999年）
- 『Chageの茶会2012 〜座・藍燈横濱〜』（BD、2013年）
- 『ChageLiveTour2014 〜equal〜 Blu-ray/DVD プレミアムセット』（BD/DVD+2CD、2015年）
- 『Chage Fan Meeting 2018（ウラ映像）＋ Chage Live Tour 2017 ～遠景／Landscape～（ダイジェスト映像）』（DVD、2018年）
- 『CHAGE 大いに唄う in 武道館 20th Anniversary Edition』（BD、2018年）
- 『Chage 20th Anniversary Live Photo Book』（書籍、2018年）
- 『Chage Fan Meeting 2019 ♪ どうせやってくれないんだろうな・・・ ♫』（DVD、2019年）
- 『Chage 08-11 Live 〜Selected 21 Songs〜』（BD+2CD、2022年）
- 『Chageのずっと細道 特別編 Live at Spa Resort Hawaiians 2023.5.27』（CD、2024年）

## 参加作品
- 服部克久 音楽家生活50周年記念アルバム『服部克久』（2009年）

「紫野 '09」に参加
- 西川進「3月のタンポポ ChageのOTOMODACHI大作戦 ver.」（2011年）

JFN系 震災復興応援番組『SEVEN Spirits』エンディング曲
- 八神純子 カバー・アルバム『VREATH（ブレス） 〜My Favorite Cocky Pop〜』（2012年）

「ナオミの夢」に参加（【Hybrid Disc】ボーナス・トラック収録）
- セカイイチ セルフカバー・アルバム『and10 (2003〜2013)』（2013年）

「Kids Are Alright "and" Chage」に参加
- 西村智彦（SING LIKE TALKING）オリジナル・アルバム『WONDERLAND』（2015年）

「幸せにしてるかい 〜恋人たちの80's〜」に参加

## ツアーメンバー

### Chageの茶会・Chageの細道
『Chageの茶会』とは、毎回異なるキーワードに基づき企画・構成されている。都内近郊の同一会場で複数回公演するというスケジュールが多かったが、2013年の『茶会』で初めて全国4都市での公演を行った。一方『Chageの細道』とは、“Chageがあなたの街へおじゃまする”というスタイルで、久しぶりに訪れる街や初めて訪れる街など、全国津々浦々を行脚するコンサートツアー。どちらも基本はアコースティック編成で音楽を提供している。
- Chage（ボーカル&ギター、ウクレレ）
- 吉川忠英（ギター）
- 渡辺等（ベース）
- 根本久子（パーカッション）※2011年まで参加
- 力石理江（キーボード）※2012年・2013年の『Chageの茶会』に参加
- 沢口千恵（語り）※2012年・2013年の『Chageの茶会』に参加
- 松井五郎（企画・構成）※2012年・2013年の『Chageの茶会』に参加

### チャゲトルズ
ライブツアー『ChageLiveTour10-11 "まわせ大きな地球儀"』開催に伴い、ツアーバンドにつけられた愛称。Chageの敬愛するビートルズのもじりであるとともに、アルバム『&C』が全体的に往年のブリティッシュ・ロックを意識したサウンドであることにも由来する。メンバーは『&C』のレコーディングに参加したメンバーが中心となっている。2012年にはドラマーが佐藤強一に代わって、ライブツアー『ChageLiveTour2012』を開催した。
- Chage（Vo&G）
- 久松史奈（Vo）
- 村上啓介（G&Vo）
- 西川進（G）
- 小島剛広（B）
- 一ノ瀬久（Dr） → 佐藤強一
- 小林哲也（Key）

### 1/6
「ワン・スラッシュ・シックス」と読む。2014年のライブ『ChageLiveTour2014』のツアーバンドにつけられた愛称。
- Chage（Vo&G）
- 西川進（G）
- 村上啓介（G&Vo）
- 久松史奈（Vo）
- 小島剛広（B）
- 佐藤強一（Dr）
- 力石理江（Key）

### 天使がくれたハンマー
- Chage（Vo&G）
- 西川進（G）
- 佐藤強一（Dr）
- 小島剛広（B）
- 力石理江（Key）
- 芳賀義彦（G）
- 石橋優子（Cho）

### もうひとつのLOVE SONG
- Chage（Vo&G）
- 西川進（G）
- 力石理江（Key）
- タナカジュン（Dr）
- 小島剛広（B）
- 芳賀義彦（G）
- 石橋優子（Cho）

### Have a Dream!
The Primrose Hills
- Chage
- 力石理江（Keyboard）
- 大島直美（Drums）
- 山田直子（Bass）
- KB（Guitar）

### 遠景 / landscape
- Chage
- 西川進（Gt）
- タナカジュン（Dr）
- 小島剛広（Ba）
- 浜口高知（Gt）
- 力石理江（Key）
- 石橋優子（Cho）

### CRIMSON
THE CRIMSONS
- Chage
- 西川進（Gt）
- 大島直美（Dr）
- 山田直子（Ba）
- KB（Gt）
- 力石理江（Key）
- Yuko（Cho）

### feedback
- Chage
- 力石理江（Key）
- 芳賀義彦（Gt）※8月31日のみ
- 西川進（Gt）
- KB（Gt）
- 山田直子（Ba）
- 大島直美（Dr）
- Yuko（Cho）

### 君に逢いたいだけ
- Chage
- 力石理江（Key）
- KB（Gt）

### Boot up!!
- Chage
- 西川進（Gt）
- 力石理江（Key）
- 山田直子（Ba）
- Yuko（Cho）
- 佐藤強一（Dr）

### チャゲクリからの・・・ハッピー細道
- Chage
- 力石理江（Key）
- KB（Gt）
- 千代延佳明（Gt）
- 三木だいすけ（Per）

### Chageのずっと細道
- Chage
- 力石理江（Key）
- KB（Gt）
- 三木だいすけ（Dr&Per）
- 吉川忠英（Gt）※2022年7月9日、10日（東京公演・スペシャルゲスト）

### 64 to 65
- Chage
- 力石理江（Keyboards）
- 浜口高知（Guitar）※2022年12月18日（大阪公演）出演
- 西川進（Guitar）※2022年12月21日（横浜公演）／2023年1月6日（東京公演）出演
- 山田直子（Bass）
- 佐藤強一（Drums）
- Yuko（Chorus）

### WINDY ROAD
1/6
2014年に結成されたバンド名を復活させる形での再利用。正式名称は「ワン・スラッシュ・シックス」だがChage本人は「ワンスラーシックス」と呼び、またそれを推奨しているため、「ワンスラーシックス」と読まれることが多い。
- Chage
- KB（Gt）
- 力石理江（Key）
- 山田直子（Ba）
- Yuko（Cho）
- 佐藤強一（Dr）

### 65 to 66
- Chage
- KB（Gt）
- 力石理江（Key）
- 山田直子（Ba）
- Yuko（Cho）
- 佐藤強一（Dr）

### ちゃげっていうひと
Chage with 1/6
前年の「1/6」に、theSoulの楯岡裕人、河野健太郎を加えたメンバー。この年のアルバム「飾りのない歌」はこのメンバーで収録し、同アルバム内セルフカバータイトルについては全て「-1/6 ver -」という表記を付した。
- Chage
- 力石理江（Key）
- 佐藤強一（Dr）
- 山田直子（Ba）
- KB（Gt）
- 楯岡裕人（Gt）※theSoul
- YUKO（Cho）
- 河野健太郎（Cho）※theSoul

### ディナーショー
2014年
- ベース：渡辺等
- ギター：今堀恒雄（21日）、西海孝（28日）
- パーカッション：梯郁夫
- キーボード：力石理江
- コーラス：AMAZONS

2015年・2016年
- ベース：渡辺等
- ギター：西海孝
- パーカッション：梯郁夫
- キーボード：力石理江
- コーラス：AMAZONS

2017年
- ベース：渡辺等
- ギター：KB
- ドラム：佐野康夫
- キーボード：力石理江
- コーラス：AMAZONS

2018年
- キーボード：力石理江
- ベース：山田直子
- ドラム：大島直美
- ギター：KB
- バイオリン：白澤美佳
- コーラス：大滝裕子

2019年
- キーボード：力石理江
- ベース：山田直子
- ドラム：大島直美
- ギター：KB
- バイオリン：大河内 涼子
- コーラス：大滝裕子

2020年（1）
- キーボード：力石理江
- ベース：山田直子
- ドラム：大島直美
- ギター：KB
- バイオリン：須磨 和声

2020年（2）
- ピアノ：力石理江
- ギター：芳賀義彦
- ベース：山田直子
- ドラム：佐藤強一
- コーラス：Yuko

## ライブ・イベント

### 主な出演イベント
| 出演日                   | イベント名 | セットリスト |
| ------------------------ | --- | --- |
| 2005年9月10日            | 愛・地球博 『SHORT SHORTS FILM FESTIVAL EXPO 2005』                                                               | 「トウキョータワー」「夢の飛礫」「終章（エピローグ）」 「Mr.Liverpool」「NとLの野球帽」 |
| 2008年3月1日             | 大友直人 PRODUCE POPULAR WEEK                                                                                     | 「Gently」「ボクラのカケラ」「花暦」「嘘」「告白」「ピクニック」 「SOME DAY」「マシュマロ」「機嫌が悪いの」「レノンのミスキャスト」 「トウキョータワー」「誘惑のベルが鳴る」「You've got a friend」 「終章（エピローグ）」 |
| 2008年7月20日            | 第6回湯沢フィールド音楽祭                                                                                         | 「ふたりの愛ランド」「花暦」「マシュマロ」 「Mr.Liverpool」「ボクラのカケラ」「トウキョータワー」 「終章（エピローグ）」 |
| 2008年7月26日            | CHAGE SUMMER CONECRT in OISO                                                                                      | 「花暦」「お嫁においで」「ふたりの愛ランド」「告白」「ピクニック」 「SOME DAY」「マシュマロ」「ボクラのカケラ」「機嫌が悪いの」 「夏の終わり」「終章（エピローグ）」「トウキョータワー」 |
| 2008年11月19日           | 音楽でつなぐアジアの絆 大阪アジア音楽祭                                                                           | 「アイシテル」「終章（エピローグ）」「マシュマロ」 |
| 2008年11月25日           | ライブW 木枯らしのコンチェルト                                                                                    | 「ふたりの愛ランド」「waltz」 |
| 2008年12月22日           | AIR-G' FM北海道「GOTCHA!」presents 『CHAGE Acoustic Xmas Night』                                                  | 「マシュマロ」「花暦」「嘘」 「告白」「機嫌が悪いの」「レノンのミスキャスト」 「トウキョータワー」「星に願いを～WHEN YOU WISH UPON A STAR」 「きよしこの夜」「ボニーの白い息」「NとLの野球帽」「waltz」 「ふたりの愛ランド」「終章（エピローグ）」                                                                                 |
| 2009年2月4日             | 東京文化会館 POPULAR WEEK 2009 Produced by 大友直人                                                               | 「遠い街から」「一杯のコーヒーから」「花暦」「嘘」 「他愛もない僕の唄だけど」「涙そうそう」「マシュマロ」 「レノンのミスキャスト」「飾りじゃないのよ涙は」「トウキョータワー」 「NとLの野球帽」「星に願いを～WHEN YOU WISH UPON A STAR」 「終章（エピローグ）」「waltz」                                                           |
| 2009年3月7日             | Super Generation 2009 〜服部良一・克久・隆之 三代コンサート〜                                                     | 「一杯のコーヒーから」「東京ブギウギ」「終章（エピローグ）」「waltz」 |
| 2009年7月12日            | DEBUT 30TH ANNIVERSARY Chage ACOUSTIC LIVE 2009                                                                   | 「遠い街から」「箱の中身はなんだろう」「マシュマロ」 「Many Happy Returns」「今夜だけきっと」「他愛もない僕の唄だけど」 「遠くで汽笛を聞きながら」「僕はどうかな」「夢のほとり」 「終章（エピローグ）」「飾りじゃないのよ涙は」 「東京ブギウギ」「Hello Goodby」「NとLの野球帽」 「waltz」「ふたりの愛ランド」「夢を見ましょうか」 |
| 2009年7月25日            | Summer Greeting Live Chage In 安曇野                                                                              | 「遠い街から」「箱の中身はなんだろう」「マシュマロ」 「他愛もない僕の唄だけど」「遠くで汽笛を聞きながら」 「飾りじゃないのよ涙は」「NとLの野球帽」 「終章（エピローグ）」「ふたりの愛ランド」 |
| 2009年7月31日            | 紋別 <アコースティック・パーティー2009> produced by 吉川忠英                                                      | |
| 2009年8月24日・25日      | 音霊 OTODAMA SEA STUDIO 2009 〜Chageの寄り道 渚編 チャゲゾンズ〜                                                  | |
| 2009年11月7日            | 秋の佐賀城本丸御殿・エフエム佐賀ラジオ祭り                                                                        | |
| 2010年7月4日             | Chageの寄り道 渚編 〜大波～小波〜                                                                                 | 「ふたりの愛ランド」「Many Happy Returns」「箱の中身はなんだろう」 「ベンチ」「My Treasure」「想い出の渚」 「お嫁においで」「チャコの海岸物語」「涙そうそう」 「飾りじゃないのよ涙は」「めぐり逢い」「アイシテル」 「渚の誓い」「まわせ大きな地球儀」                                                                              |
| 2010年7月21日            | 日本製紙Presents 札響ポップスコンサートvol.8                                                                      | 「終章（エピローグ）」「東京ブギウギ」「紫野'09」 |
| 2010年9月26日            | 森への恩返しコンサート2010                                                                                        | 「遠い街から」「終章（エピローグ）」 「Many Happy Returns」「まわせ大きな地球儀」 |
| 2011年1月12日            | LOVE FOR HAITI | 「アイシテル」 |
| 2011年6月7日             | みやぎびっきの会プレゼンツ 東日本大震災支援LIVE 〜Dream Chain〜                                                   | 「まわせ大きな地球儀」 |
| 2011年8月8日             | MJQ WEDDING PRESENTS Date fm 夕涼みコンサート Let's go TOHOKU 〜AYA for EAST JAPAN〜                              | 「アイシテル」「まわせ大きな地球儀」 |
| 2011年8月28日            | 鶴岡八幡宮 奉納ライブコンサート 鎌倉音楽祭 鶴舞2011                                                               | 「アイシテル」「まわせ大きな地球儀」「ふたりの愛ランド」 |
| 2012年3月17日            | LOVE RADIO 今日ここにいるという事                                                                                 | 「ファイト！」「アイシテル」「ふたりの愛ランド」 |
| 2014年10月12日           | サウンドメッセ in 大阪 2014 「ヤマハミュージックジャパン YAMAHA presents SPECIAL LIVE」                           | |
| 2014年12月16日           | Yamaha Acoustic Mind 2014 ～ L Series 40th Anniversary Special Live ～                                            | |
| 2015年3月7日             | LOVEの今日ここ大阪にいるという事                                                                                  | 「アイシテル」「3月のタンポポ」「NとLの野球帽」 |
| 2016年3月6日             | スーベニア ～騒音の歌姫～                                                                                         | 「見上げてごらん夜の星を」「光の羅針盤」 |
| 2016年4月29日～5月21日   | 僕らのポプコンエイジ 2016 ～Forever Friends, Forever Cocky Pop～                                                  | 「夏は過ぎて」「終章（エピローグ）」「ふたりの愛ランド」 |
| 2016年7月16日            | @Acoustic Party 2016 10th Anniversary produced by 吉川忠英                                                        | 「終章（エピローグ）」「ふたりの愛ランド」 |
| 2016年7月30日            | 楽園音楽祭2016 35th Anniversary スターダスト☆レビュー with んなアホなホーンズ in 20回目のテアトロン               | 「デェラ・シエラ・ム」「ふたりの愛ランド」 「終章（エピローグ）」「YAH YAH YAH」 |
| 2016年9月19日            | みんなのUHBライブ                                                                                                 | 「デェラ・シエラ・ム」「もうひとつのLOVE SONG」「終章（エピローグ）」 「ふたりの愛ランド」「YAH YAH YAH」 |
| 2016年9月26日～9月27日   | Chageコラボレーションライブスペシャルwith奥華子&中田裕二 Presented by「THE MUSIC TRAVEL」                         | |
| 2016年10月8日            | 楽園音楽祭2016 35th Anniversary スターダスト☆レビュー with んなアホなホーンズ in 天童市わくわくランド野外ステージ | 「デェラ・シエラ・ム」「ふたりの愛ランド」「終章（エピローグ）」 「もうひとつのLOVE SONG」「YAH YAH YAH」 |
| 2016年11月12日～11月13日 | 前野健太 デビュー9周年記念公演『歌手だ』                                                                          | 「ひとり咲き」「終章（エピローグ）」 「東京の空」「男と女」「たった一度の人生ならば」 |
| 2017年2月19日            | LIVE SDD 2017 | 「もうひとつのLOVE SONG」「終章（エピローグ）」「YAH YAH YAH」 |
| 2017年3月1日             | 今日ここ東京にいるという事～6年目のおめでとう～                                                                   | 「アイシテル」「トウキョータワー」「NとLの野球帽」 |
| 2017年3月20日            | 音市音座2017 | 「もうひとつのLOVE SONG」「終章（エピローグ）」「ふたりの愛ランド」 「デェラ・シエラ・ム」「YAH YAH YAH」 |
| 2017年4月16日            | 水谷千重子（友近）キーポンシャイニング歌謡祭2017                                                                  | 「終章（エピローグ）」「YAH YAH YAH」 |
| 2017年5月7日～5月20日    | 僕らのポプコンエイジ 2017 ～Forever Friends, Forever Cocky Pop～                                                  | 「ひとり咲き」「たった一度の人生ならば」「ふたりの愛ランド」 |
| 2017年9月23日            | Keep on Smiling for Children Project in 比叡山延暦寺 〜こどもたちの新しい明日へ〜                                 | 「光の羅針盤」「アイシテル」「愛すべきばかちんたちへ」 「いい日旅立ち」「あの素晴しい愛をもう一度」「Make You Feel My Love」 「終章（エピローグ）」「equal」「たった一度の人生ならば」 |
| 2017年10月2日            | 服部克久〜傘寿の音楽会〜                                                                                          | 「終章（エピローグ）」 |
| 2017年12月16日           | おとなヘビーローテーションライブ Vol.4                                                                            | 「デェラ・シエラ・ム」「もうひとつのLOVE SONG」「ふたりの愛ランド」 「終章（エピローグ）」「YAH YAH YAH」 |
| 2018年3月21日            | ONE＋NATION music circus in 都城 2018                                                                             | 「もうひとつのLOVE SONG」「ふたりの愛ランド」 「終章（エピローグ）」「YAH YAH YAH」 |
| 2018年5月5日～5月20日    | 僕らのポプコンエイジ 2018 ～Forever Friends, Forever Cocky Pop～                                                  | 「流恋情歌」「終章（エピローグ）」「NとLの野球帽」「ふたりの愛ランド」 |
| 2018年5月12日、13日      | 栄ミナミ音楽祭2018                                                                                                | 「アイシテル」「終章（エピローグ）」「機嫌が悪いの」 「Make You Feel My Love」「まわせ大きな地球儀」「NとLの野球帽」 |
| 2018年8月12日～8月15日   | IMPERIAL JAZZ 2018                                                                                                | 「終章（エピローグ）」「もうひとつのLOVE SONG」「紫陽花と向日葵」 「ふたりの愛ランド」「君の瞳に恋してる」 |
| 2018年9月6日             | 黒フェス2018〜白黒歌合戦〜                                                                                        | 「YAH YAH YAH」 |
| 2018年10月12日           | GORO MATSUI SONGBOOKS Vol.10                                                                                      | 「ボクラのカケラ」「天使がくれたハンマー」「Here & There」 「嘘」「花暦」「涙・BOY～真夜中の二人～少年～ふたりの愛ランド」 「靴と時計」「泣きたいなら」「いのちのこたえ」 「Fifty-Fiftz」「月が海に溶ける夜」「Make You Feel My Love」 「永い一日」「equal」「たった一度の人生ならば」「なんなんだろうな」                         |
| 2018年10月20日           | 平城京天平祭 FM OH! Dramatic LIVE                                                                                 | 「花暦」「光の羅針盤」「Make You Feel My Love」 「たった一度の人生ならば」「NとLの野球帽」「終章（エピローグ）」 |
| 2018年11月30日           | 川島ケイジ ＆ ソノダオーケストラ String Quartet ＆ SPECIAL Guest Chage Holiday Concert 2018 『The Sacred Moment』 | 「終章（エピローグ）」「SOME DAY」 |
| 2019年3月10日            | Dear BEATLES 2019                                                                                                 | |
| 2019年5月18日～6月2日    | 僕らのポプコンエイジ 2019 ～Forever Friends, Forever Cocky Pop～                                                  | 「終章（エピローグ）」「ふたりの愛ランド」「ひとり咲き」 |
| 2019年7月28日            | てっし名寄まつり Chage ライブステージ                                                                             | 「遠い街から」「アイシテル」「いい日旅立ち」 「あの素晴しい愛をもう一度」「Mimosa」「夏の終わり」 「終章（エピローグ）」「もうひとつのLOVE SONG」 「ふたりの愛ランド」「あきらめのBlue Day」「たった一度の人生ならば」 「Graduation」                                                                                              |
| 2020年6月16日            | 川島ケイジの「君のために歌いマホ」Special Stage with Chage                                                        | 「終章（エピローグ）」「SOME DAY」 |
| 2020年7月14日            | 川島ケイジの「君のために歌いマホ」Special Stage with Chage〜第２弾〜                                              | 「少年時代」「ふたりの愛ランド」 |
| 2020年10月18日           | 僕らのポプコンエイジ・オンライン 2020 ～Forever Friends, Forever Cocky Pop〜                                      | 「ひとり咲き」「ふたりの愛ランド」「渚の誓い」「夏は過ぎて」 |
| 2022年3月20日            | 川島ケイジ STRINGS CONCERT 2020 ～My Sweet Ume Town～                                                             | 「終章（エピローグ）」「SOME DAY」 |
| 2022年3月27日            | オリンピック聖火リレー点火セレモニー記念スペシャル in 門司港 Chage ミニライブ                                     | 「君に逢いたいだけ」「終章（エピローグ）」「NとLの野球帽」 |
| 2022年10月17日           | PREMIUM PHILHARMONIC ORCHESTRA CONCERT feat. Chage、川島ケイジ                                                    | 「アイシテル」「終章（エピローグ）」「そういうひと」「君に逢いたいだけ」 「告白」「ロマンシングヤード」「NとLの野球帽」「SOME DAY」 |
| 2023年2月3日             | コッキーポップコンサート 2023                                                                                     | 「夏は過ぎて」「終章（エピローグ）」「そういうひと」 |
| 2023年7月2日～7月6日     | 海の絶景クルーズ～角島・上五島・錦江湾～                                                                          | |

### Chage fes. 2015 〜音ふれあうも多生の縁〜

#### 出演アーティスト
1月17日、1月18日
- Chage
- Chage fes.band
  - Ba：渡辺等
  - Gt：西川進
  - Dr：佐藤強一
  - Key：力石理江
  - Cho：AMAZONS（吉川智子、斉藤久美、大滝裕子）
  - Gt：村上啓介（ゲストメンバー）

1月17日
- 川島敬治
- スガシカオ
- chay

1月18日
- 前野健太
- 松本素生 (GOING UNDER GROUND)
- 矢井田瞳

1月17日 - 18日 オープニングアクト
- 2丁拳銃

#### セットリスト（Chage）
1月17日
- equal
- 勇気の言葉
- トウキョータワー（with スガシカオ）
- 終章～エピローグ～（with 川島敬治）
- Let It Be (with chay)
- Mr.Liverpool
- 官能のEsplendida!
- 春の雪
- WORKING
- GO!GO!GO!
- NとLの野球帽
- 僕の見つけた気持ちのいい場所
- まわせ大きな地球儀（出演者全員）

1月18日
- equal
- 勇気の言葉
- TOKYO MOON
- 時には昔の話を（with 松本素生）
- 黄昏を待たずに（with 前野健太）
- ふたりの愛ランド（with 矢井田瞳）
- Mr.Liverpool
- 官能のEsplendida!
- 春の雪
- WORKING
- GO!GO!GO!
- NとLの野球帽
- 僕の見つけた気持ちのいい場所
- まわせ大きな地球儀（出演者全員）

## 楽曲提供一覧
※歌手名・曲名ともに50音順とする。
| アーティスト      | 作詞 作曲     | タイトル                         | 備考                                                                                                   |
| ----------------- | ------------- | -------------------------------- | --- |
| 明石家さんま      | 作曲          | 「シングルベッド」               | CHAGE and ASKA アルバム『MIX BLOOD』にセルフカバー収録                                                 |
| 甲斐よしひろ      | 作詞          | 「BLUE」                         | |
| 柿沢美貴          | 作曲          | 「ふたりはアイドル」             | |
| 古手川祐子        | 作曲          | 「贅沢な口実」                   | |
| 酒井法子          | 作曲          | 「1ページのAugust」              | |
| 酒井法子          | 作曲          | 「ウィンクに染めて」             | |
| 田中昌之          | 作曲          | 「SLOW DOWN」                    | CHAGE and ASKA アルバム『Mr.ASIA』に「スローダウン」としてセルフカバー収録                             |
| とんねるず        | 作曲          | 「そこはかとなく揺らめきハート」 | |
| 長江健次          | 作曲          | 「モッキンバードになれなくて」   | |
| 西田ひかる        | 作曲          | 「China Doll」                   | |
| 西田ひかる        | 作曲          | 「月夜に機関銃」                 | CHAGE and ASKA の曲「ROLLING DAYS」（アルバム『SEE YA』収録）の歌詞・タイトルを変えたもの              |
| 西田ひかる        | 作曲          | 「手のひらの私」                 | |
| 西田ひかる        | 作曲          | 「プン・プン・プン」             | |
| 博多華丸&須黒清華 | 作詞 作曲     | 「もらい酒みなと旅」             | |
| 早見優            | 作曲          | 「赤いリボンの物語」             | |
| 早見優            | 作曲          | 「麗彩Night」                    | |
| 早見優            | 作曲          | 「Newsにならない恋」             | CHAGE and ASKA アルバム『MIX BLOOD』にセルフカバー収録                                                 |
| ばんばひろふみ    | 共作詞 共作曲 | 「Vのシナリオ」                  | ASKAとの共作                                                                                           |
| ばんばひろふみ    | 共作詞 共作曲 | 「Vのシナリオ VOL.2」            | ASKAとの共作                                                                                           |
| 光GENJI           | 作曲          | 「Graduation」                   | 作詞はASKA                                                                                             |
| 光GENJI           | 共作曲        | 「STAR LIGHT」                   | ASKAとの共作曲。光GENJIのデビュー曲 オリコン1987年度年間シングルランキング4位                          |
| 光GENJI           | 作曲          | 「BAD BOY」                      | CHAGE and ASKA の曲「あきらめのBlue Day」（シングル『恋人はワイン色』c/w）の歌詞・タイトルを変えたもの |
| 光GENJI           | 作曲          | 「ほのかに甘くHOLIDAY」          | テレビ東京系『あぶない少年』・『あぶない少年II』・『あぶない少年III』主題歌                            |
| 光GENJI           | 作曲          | 「LONG RUN」                     | 作詞はASKA                                                                                             |
| 森川美穂          | 作曲          | 「鞄と時計」                     | |
| 芳本美代子        | 作曲          | 「隠したJe táime」               | |
| 芳本美代子        | 作曲          | 「そのロマンティーク」           | |
| 芳本美代子        | 作曲          | 「真冬のウサギ」                 | |
| レオ・クー        | 作詞 作曲     | 「四月の風」                     | |
| レスリー・チャン  | 作詞 作曲     | 「マシュマロ」                   | CHAGE アルバム『アイシテル』にセルフカバー収録                                                         |

## タイアップ楽曲一覧
| 年              | タイアップ曲          | タイアップ先                                                      |
| --------------- | --------------------- | ----------------------------------------------------------------- |
| 1984年          | ふたりの愛ランド      | JAL '84 沖縄キャンペーンソング                                    |
| 2011年          | ふたりの愛ランド      | ミスタードーナツ「クールミスド」CMソング                          |
| 2021年          | ふたりの愛ランド      | マクドナルド「マクドナルドで、ハワイなう!」CMソング               |
| 1998年          | トウキョータワー      | NEC 企業CMソング                                                  |
| 1998年          | トウキョータワー      | テレビ東京系『愛の貧乏脱出大作戦』エンディングテーマ              |
| 1998年          | undo                  | 日本テレビ系『U・S改』CART中継イメージソング                      |
| 2008年          | waltz                 | テレビ東京系『開運!なんでも鑑定団』エンディングテーマ             |
| 2010年          | 無敵の海へ The Fishes | WOWOWヨーロッパサッカー番組・全豪オープンテニス番組イメージソング |
| 2010年          | fu・wa・ri            | 福岡市広報テレビ番組テーマ曲                                      |
| 2011年 - 2012年 | 遠くへ行きたい        | 日本テレビ系『遠くへ行きたい』テーマ曲                            |

## メディア出演
ラジオレギュラー
- 日立ハローサタデー チャゲ&優子のミュージックプラザ（1984年10月6日 - 1987年5月30日、文化放送）
- スーパーFMマガジン CHAGEのNORU SORU （1989年10月3日 - 1994年3月、TOKYO FM）
- CHAGEのラジ王 （1994年4月5日 - 1995年2月28日、TOKYO FM）
- CHAGEのTreasure Box （1998年4月6日 - 2000年12月25日、TOKYO FM）
  - 1998年4月 - 1999年3月 『DEEPER STREET-』
  - 1999年4月 - 2000年12月 『ラジオ黄金時代-』

- 今夜はチャゲラッチョ （2003年7月7日 - 2003年12月29日、AIR-G'）
- DAY BREAK FRIDAY -CHAGEのDAYBREAK TIME- （2007年4月6日 - 2010年3月26日、JFN系）
- Chageの音道 （2010年4月4日 - 、JFN系）
- ChageのBig Special 〜真夜中の音楽室〜 （2011年10月27日 - 2012年3月29日、TOKYO FM）

テレビレギュラー
- P-STOCK （1998年4月17日 - 1998年9月25日、フジテレビ）
- コラボ☆ラボ〜夢の音楽工房〜 （2008年4月8日 - 2009年3月24日、WOWOW）
- Mライブ （2009年4月28日 - 2010年3月23日、TBS）
- しゃべくりDJ Chageのミュージックアワー! （2016年11月9日 - 、歌謡ポップスチャンネル）

ゲスト出演
- UTAGE!春の祭典！あの大ヒット曲歌い踊る宴の2時間SP（2015年3月31日 TBS）

CM出演
- NEC 企業CM（1998年）
- ミスタードーナツ「クールミスド」（2011年）